# Billiers
Billiers (Beler trong tiếng Bretagne) là một xã ở tỉnh Morbihan Bretagne tây bắc Pháp. Xã này có diện tích 5,87 km², dân số năm 1999 là 705 người. Khu vực này có độ cao từ 0-29 mét trên mực nước biển.
Cư dân của Billiers danh xưng trong tiếng Pháp là Billiotins.